# Mata Hari, la vraie histoire
Pour les articles homonymes, voir Mata Hari (homonymie).
Pour plus de détails, voir Fiche technique et Distribution.
Mata Hari, la vraie histoire est un téléfilm français de 105 minutes réalisé par Alain Tasma en 2002. Scénario de Philippe Collas, auteur du livre Mata Hari : sa véritable histoire.

## Synopsis
Février 1917 : enlisé dans une guerre meurtrière, l'état-major français a décidé de se livrer à une traque sans merci des espions. À Paris, au Grand Hôtel, la police procède à l'arrestation de Margaretha Geertruida Zelle, dite Mata Hari, et la conduit devant le magistrat chargé d'instruire l'affaire, le capitaine Pierre Bouchardon. Celui-ci est convaincu que la danseuse néerlandaise, qui jouit d'une certaine célébrité, est une espionne à la solde des Allemands. Mais la suspecte nie en bloc, affirmant même travailler pour les services secrets français.
Bouchardon ordonne sa mise en détention, préconisant un traitement sévère. Son but est de la faire craquer et d'obtenir d'elle des aveux complets. Mais au fil de leurs entrevues, sa tâche s'avère bien plus complexe qu'il le pensait. Mata Hari lui demande instamment de contacter le capitaine Ladoux, chef du contre-espionnage. Elle lui raconte comment l'officier l'a recrutée en août 1916.

## Fiche technique
- Titre au générique : Mata Hari
- Titre publié : Mata Hari, la vraie histoire
- Réalisation : Alain Tasma
- Assistant réalisateur : Carole Golzio
- Scénario et dialogues : Philippe Collas
- Directeur de la photographie : Roger Dorieux
- Musique : Bruno Bontempelli
- Décors : Emile Ghigo
- Montage : Marie-Sophie Dubus
- Productrice : Mag Bodard
- Production : France 3, Arte France
- Le film a été tourné, entre autres, au Fort de Cormeilles

## Distribution
- Maruschka Detmers : Mata Hari
- Bernard Giraudeau : le capitaine Bouchardon
- Michel Aumont : le capitaine Ladoux
- Sergio Peris-Mencheta : le capitaine Vadime de Masloff
- Alain Mottet : Me Clunet
- Michèle Gleizer : Sœur Léonide
- Pascale Arbillot : France Bouchardon
- Christophe Kourotchkine : le sergent Manuel Baudoin
- Jacques Dacqmine : le général Lyautey
- Jean-François Guillet : le colonel Denvignes
- Luc Palun : le commissaire Priolet
- Jean Dell : le marquis de Margerie
- Nicolas Pignon : le major Kalle
- Frédéric Sauzay : l'officier aux dossiers
- Eric Petitjean : l'officier du Bureau des étrangers
- Victor Loukianenko : le maître d'hôtel
- Philippe Lefebvre : l'officier au bord de la rivière
- Philippe Lamendin : l'adjudant greffier du tribunal

## Accueil
Les critiques de la presse à la sortie TV en novembre 2003 sont très positives.
Sur Allociné, les spectateurs attribuent une note de 2,9/5 pour 11 avis. Ceux d’iMDB sont plus positifs avec une note de 6,6/10 pour 41 avis.
Mata Hari, la vraie histoire est sorti en DVD le 6 mars 2018.